# Ptilope à ceinture
Ptilinopus cinctus
Espèce
Statut de conservation UICN

 LC  : Préoccupation mineure
Le Ptilope à ceinture (Ptilinopus cinctus) est une espèce d'oiseaux de la famille des Columbidae.

## Répartition et sous-espèces
Cet oiseau se répand à travers les petites îles de la Sonde (Indonésie).
Selon la classification de référence du Congrès ornithologique international (15.1, 2025) il se répartit en six sous-espèces (d'ouest en est) :
- P. c. baliensis Hartert, 1896 — Bali ;
- P. c. albocinctus Wallace, 1864 — Lombok, Sumbawa et Florès ;
- P. c. everetti Rothschild, 1898 — Pantar et Alor ;
- P. c. cinctus (Temminck, 1809) — Timor, Wetar et Romang ;
- P. c. lettiensis Schlegel, 1871 — Leti, Moa, Luang, Sermata et Teun ;
- P. c. ottonis Hartert, 1904 — Damar, Babar et Nila.

## Habitat
Il vit dans la forêt tropicale humide de plaine et de montagne.

## Alimentation
Il se nourrit de fruits en particulier de figues.